# Manners and the Man
Manners and the Man è un cortometraggio muto del 1915 diretto da Joseph Byron Totten.

## Produzione
Il film fu prodotto dalla Essanay Film Manufacturing Company.

## Distribuzione
Distribuito dalla General Film Company, il film - un cortometraggio di una bobina - uscì nelle sale cinematografiche USA il 17 maggio 1915.